# عبد الله فرح
عبد الله فرح (1 يونيو 2001، الكارة، المغرب) هو لاعب كرة قدم مغربي يلعب كمهاجم لفريق اتحاد التوركي.

## سيرة شخصية

### الشباب والبدايات
ولد عبد الله فرح في 1 يونيو 2001 في الكارة التابعة لإقليم برشيد على بعد 50 كلم من الدار البيضاء. وهو نجل لاعب كرة السلة السابق إدريس فرح الملقب بـ "بومزدي". التحق بنادي المغرب التطواني سنة 2012 وتدرج في كافة فئات الشباب قبل أن يصل لفريق الناشئين بالنادي سنة 2018. انظم عبد الله فرح بعد ذلك إلى نادي الرجاء الرياضي، وسرعان ما أثبت جوده مع فريق الناشئين تحت إشراف عبد الإله فهمي.

### الرجاء الرياضي (منذ 2021)
وفي صيف 2021، استدعاه لسعد الشابي للفريق الأول. وفي 26 يونيو، لعب أول مباراة له ضد الدفاع الحسني الجديدي في البطولة الدوري المغربي بملعب محمد الخامس والتي انتهت بفوز النادي بنتيجة 2-0.
في 14 يوليو، دخل الشوط الثاني وسجل هدفه الأول مع الرجاء ضد المغرب التطواني بتمريرة حاسمة من سفيان رحيمي، فاز فيها الفريق بنتيجة 4-1. وفي 20 أكتوبر، سجل هدفه الثاني في الدقيقة 5 في اليوم 6 من البطولة الوطنية المغربية ضد نادي المولودية على الملعب الشرفي، والتي انتهت بفوز الفريق بنتيجة 1-3.
في 23 أكتوبر، لعب أول مباراة له في المسابقات القارية من دوري أبطال أوروبا ضد نادي أويلرز، ومرر تمريرة الهدف الثاني لمحمود بنحليب والتي انتهت بفوز الفريق بنتيجة 2-0.

### مهنة دولية
في 7 أكتوبر 2020، استدعي للعب مع منتخب المغرب تحت 20 سنة لمباراة ودية ضد موريتانيا تحت 20 سنة بملعب محمد السادس بسلا. وفي أكتوبر 2021، ظهر لأول مرة في القائمة الأولمبية المغربية التي أعدها هشام الدميعي لدورة إعدادية بالمركز الرياضي المعمورة بسلا من 4 إلى 12 أكتوبر. وفي 15 سبتمبر 2022، استدعي من قبل هشام الدميعي مع المنتخب الاولمبي لمواجهة أمام المنتخب الاولمبي السنغالي في إطار دورة الإعداد للتصفيات المؤهلة للألعاب الأولمبية الصيفية 2024.
في 22 مارس 2023، عاد إلى المنتخب الاولمبي تحت قيادة المدرب الجديد عصام الشرعي لخوض مباراة ودية ضد المنتخب ساحل العاج الاولمبي في الرباط في إطار الاستعدادات لبطولة كأس الأمم الأفريقية تحت 23 سنة التي اقيمت في المغرب عام 2023. خلال هذه المباراة شارك أساسياً ثم استبدل في الشوط الثاني بعبد الله حيمود (خسارة 2-3).

## روابط خارجية
- عبد الله فرح على موقع قاعدة بيانات كرة القدم.إي يو (الإنجليزية)